# Катастрофа Як-52 в Нижнем Тагиле
Катастрофа Як-52 в Нижнем Тагиле — авиационная катастрофа, произошедшая в Нижнем Тагиле 9 мая 1993 года. Во время показательного выступления в честь 48-й годовщины победы в Великой Отечественной войне самолёт Як-52 потерял скорость и рухнул на толпу зрителей. Погибли 19 человек, в том числе оба пилота Як-52.
В СМИ эта катастрофа известна как «Кровавое воскресенье».

## Хронология событий
9 мая 1993 года на Театральной площади в Нижнем Тагиле проходили празднования, посвящённые Дню Победы. Примерно в 12:00 начались демонстрационные полёты на трёх самолётах Як-52 Нижнетагильского авиаспортклуба. Полёт был согласован только над территорией пруда на высоте не ниже чем 200 метров. Но руководитель Нижнетагильского авиаспортклуба, нарушив полётные правила, самостоятельно перенёс праздничную программу полётов на Театральную площадь и снизил запланированную высоту полёта до 100 метров, но фактически пилоты летали на высоте 40—60 метров.
После выполнения групповых трюков начались индивидуальные выступления. Третьим по очереди выступил Як-52 с бортовым номером 135 red: он полетел над площадью и должен был пройти над центральной трибуной. Управлял самолётом 32-летний лётчик-инструктор Нижнетагильского авиаспортклуба Александр Леонидович Данилов, вторым пилотом был Р. Кандыбаев.
Борт 135 red собирался выполнить бочку, которая не была запланирована в полётном задании. В итоге самолёт задел верхушки деревьев, потерял скорость и рухнул на площадь. После удара о мостовую Як-52 пронёсся по земле сквозь толпу людей, наблюдавших за полётом. На место катастрофы сразу прибыли пожарные, которые залили горящий самолёт водой.
На месте катастрофы погибли оба члена экипажа Як-52 и 17 зрителей (среди них было 8 детей). Ещё десятки человек пострадали, 17 из них получили тяжёлые ранения.

## Расследование
Комиссия пришла к выводу, что официальной причиной катастрофы стало отсутствие дисциплинированности у пилота, которая выразилась в нарушении задания полёта, снижения на высоту меньше безопасной и неудовлетворительное полётное руководство. Но существует и ряд других версий о причине трагедии, такие как техническая неисправность или столкновение с птицей.
Суд по делу о катастрофе на Театральной площади состоялся в 1994 году. Виновным был признан руководитель Нижнетагильского авиаклуба Фёдор Бушма, который лишь 2 месяца исполнял обязанности руководителя авиаспортклуба. Он был приговорён к 6 годам колонии-поселения. После тюрьмы он вернулся в авиаспортклуб в качестве инструктора.

## Память
- Свои соболезнования в телеграмме выразил Президент России Борис Ельцин. Администрация выплатила семьям погибших компенсации в размере 100 000 рублей. Многие из пострадавших остались инвалидами, им также были выплачены компенсации.
- Постановлением главы города дни с 11 по 13 мая в Нижнем Тагиле были объявлены днём траура.
- Через год после катастрофы на месте падения Як-52 был установлен памятник погибшим. В 2017 году он был отреставрирован[5].

## Другая катастрофа
В этот же день в Саранске при выполнении показательного полёта над центральной площадью разбился вертолёт Ми-2, разбрасывавший поздравительные листовки. Он зацепился за кабель, натянутый между зданиями, столкнулся со стеной дома и разрушился. Из пяти человек на его борту погибли двое, остальные в тяжёлом состоянии были доставлены в больницу. На земле никто не пострадал.